# Nesciobrug
De Nesciobrug (brug nr. 2013 in de Amsterdamse nummering), genoemd naar de Nederlandse schrijver Nescio, is een gebogen hang-tuibrug in Amsterdam. Met een lengte van 780 meter is het een van de langste fiets- en voetgangersbruggen van Nederland.
De brug is sinds 2006 in gebruik voor voet- en fietsverkeer. Passanten op motor, brommer of bromscooter lopen kans op een geldboete. 

## Ligging
De brug overspant het Amsterdam-Rijnkanaal en verbindt Amsterdam en Diemen met IJburg via de Diemerzeedijk en het Diemerpark. De brug ligt vlak naast de Zeeburgerbrug in de A10. De Nesciobrug zorgt voor een snellere fietsverbinding tussen IJburg en Diemen, de Amsterdamse wijk Watergraafsmeer en de rest van Amsterdam-Oost.
De gemeente Diemen was altijd tegen de ontwikkeling van IJburg. Toen er dan ook behoefte ontstond aan een fietsverbinding van IJburg naar Amsterdam-Centrum werkte de gemeente Diemen daar niet aan mee. De overspanning ligt daarom nog net binnen de grens van Amsterdam.

## Geschiedenis
Er heeft eerder een verbinding gelegen op deze plaats, zo was er vanaf 1951 bij het Veerhuis aan de Ouddiemerlaan een veerwagen, een rijdende pont die werd voortbewogen op wielen over een rail op circa zes meter diepte. Hij werd aangedreven door een dieselmotor. De pont werd bediend door een enkele machinist. Dit was bij mooi weer geen probleem, maar bij slecht weer of mist was het niet ongevaarlijk. 's Winters was het een heel werk de geul ijsvrij te houden. De pont reed na 21 jaar dienst in 1972 voor het laatst. Door de verbreding van het kanaal tot 100 meter was er geen plaats meer voor de pont. Voortaan diende men om te rijden via de Amsterdamsebrug of Weesperbrug.

## Naam
De brug is genoemd naar prozaschrijver Nescio. Deze maakte in het begin van de twintigste eeuw met vrienden lange wandelingen op de Diemerzeedijk. Hij verhaalde daarover een in 1918 verschenen bundel van drie verhalen die iconisch is geworden. De schrijver gaf zo de Diemerzeedijk een plaats in het collectieve literaire geheugen.
In de volksmond wordt de brug vanwege zijn vorm vaak de 'Palingbrug' genoemd.

## Ontwerp en prijs
De brug is ontworpen door Jim Eyre in samenwerking met ingenieursbureaus Grontmij en Arup. Het ontwerp van de brug werd vanwege zijn 'elegantie' in 2006 bekroond met de Nationale Staalprijs.

## Dempersystemen
De brug is uitgerust met drie dempers om trillingen door voetgangers tegen te gaan, ook wel gestemde massadempers genoemd. De primaire demper, die 10.000 kg weegt, bevindt zich in het midden van de overspanning en is ontworpen om de eerste vibratiemodus te dempen, met een dempingspercentage van 5% ten opzichte van kritische demping. De andere twee dempers, elk met een gewicht van 1.500 kg, zijn respectievelijk geplaatst op ¼ en ¾ van de overspanning en zijn bedoeld om de tweede vibratiemodus te dempen.